# 11898 Дедеін
11898 Дедеін (11898 Dedeyn) — астероїд головного поясу, відкритий 10 квітня 1991 року.
Тіссеранів параметр щодо Юпітера — 3,174.